# アレッサンドロ・ストラデッラ

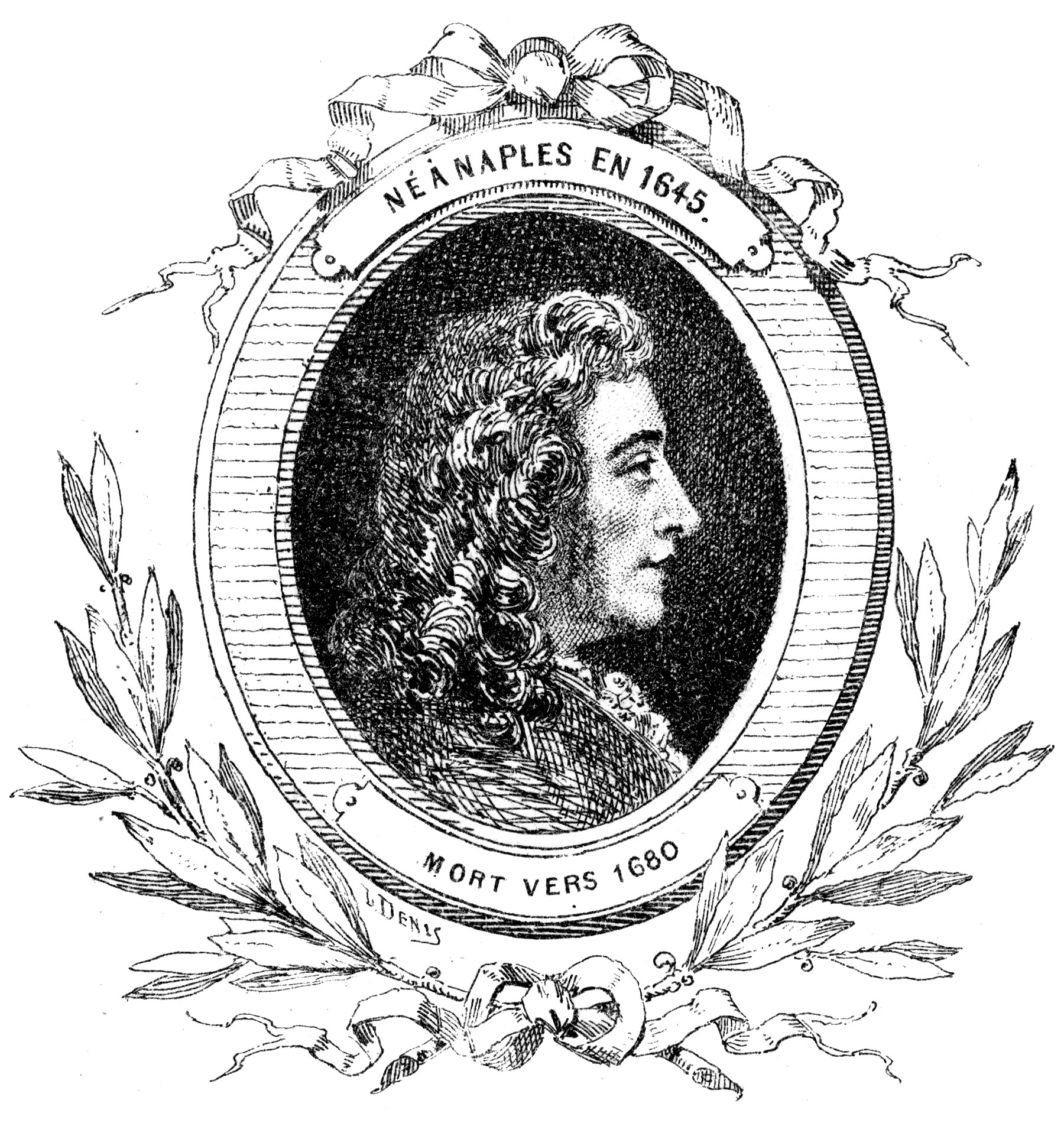

アレッサンドロ・ストラデッラ（ストラデルラ、イタリア語: Alessandro Stradella, 1644年10月1日ローマ - 1682年2月25日）は、イタリア盛期バロック音楽の作曲家。オラトリオ《洗礼者ヨハネ》の作曲者として、またコンチェルト・グロッソ（合奏協奏曲）様式の創始者として音楽史上に名を残すが、一方プレイボーイとして浮名を流し、最後は貴人の愛人を誘惑した咎により、報復としてジェノヴァで暗殺された。このためストラデッラの一生は、ジェズアルドの生涯と並んで歴史的に注目されてきた。

## 生涯
幼少期について多くはわかっていないが、貴族の出自で、ボローニャで教育を受け、20歳でスウェーデン女王クリスティーナに作品を委嘱されるなど、早くから作曲家として名を馳せていた。
1667年にローマに移り、とりわけ宗教曲をふんだんに作曲しながら、放縦な生活に走った。悪友とともにカトリック教会の金を使い込んだのが発覚、ローマを逃げ出す。かなり後になって、もう大丈夫だと知りローマに戻る。だが不注意にも、今度は次々にさまざまな女性と関係を持ち、それがローマの権力者の不興を買う結果となり再度ローマを遁走、二度と戻ることはかなわなかった。
1677年にヴェネツィア共和国に行き、さる高貴なる人物により、その愛人の音楽教師に雇われる。おおかたの予想通りに、またしてもその女性と関係を結び、しかもそれが露見したため、またもや逃亡生活に入る。件のヴェネツィア貴族は、殺し屋一味を雇い入れ、ストラデッラを追跡して殺害するように命じたが、ストラデッラは辛くも魔の手から逃げおおせ、今度はジェノヴァでオペラやカンタータの作曲家として活躍をするが、今度も懲りずに女遊びを始めたところを、とうとう暗殺者に押さえ込まれ、そしてあっけなく刺し殺された。
ストラデッラの波瀾万丈の生涯と血まみれの最期は、後掲のリンクにあるように、かなり潤色されているにせよ、それ自体がオペラ創作に恰好の話題を提供してきた。ストラデッラの生涯にまつわるオペラは、3人の作曲家によって別々の作品が存在するが、中でも最も有名なのは、フロトーによる《アレッサンドロ・ストラデッラ》（1844年、ハンブルク）であろう。

## 作風と作品
ストラデッラは生前すこぶる影響力のある作曲家であったが、18世紀になるとその名声は、コレッリやヴィヴァルディの陰に隠れてしまった。おそらくストラデッラの一番の重要性は、コンチェルト・グロッソの原理を作り出した点にある。「コンチェルト・グロッソ」という名称を初めて出版作品で用いたのは、コレッリの作品6の例まで俟たなければならないが、ストラデッラはその原理を、自作の《弦楽のためのソナタSonate di viole 》やオラトリオ、カンタータの一部において、はっきりと利用している。ストラデッラとコレッリは知り合いだったので、直接的な影響力はあったであろう。
ストラデッラは少なくとも6曲のオペラと、おびただしい数のカンタータやオラトリオを作曲した。さらに、27曲の器楽曲を作曲しており、その多くは、典型的な教会ソナタの原理を踏まえている。

## 関連サイト
- 第十三話「嘘のような本当のお話」 - ウェイバックマシン（2004年7月8日アーカイブ分）ロマンティックに伝説化されたストラデッラの生涯が記載されている。